# Anna Těšínská (1324–1367)
Anna Těšínská (polsky Anna cieszyńska) (narozena 1324, zemřela 1367) – kněžna z těšínské větve Piastovců, lehnická kněžna, manželka Václava I. Lehnického.

## Život
Byla nejstarší dcerou Kazimíra I. a jeho ženy Eufemie Mazovské. Okolo roku 1340 byla provdána za Václava I. Lehnického. Z tohoto manželství se narodily čtyři synové a dcera:
- Ruprecht I. Lehnický
- Václav II. Lehnický
- Boleslav IV. Lehnický
- Jindřich VII. Lehnický
- Hedvika Lehnická

Kníže byl chatrného zdraví a jeho finanční situace byla nevalná, zemřel exkomunikován roku 1364.

## Smrt
Anna zemřela v roce 1367. Byla pochována v kostele Božího hrobu v Lehnici (viz Kapitula na území Slezska), po boku svého manžela.